# 838
Évszázadok: 8. század – 9. század – 10. század
Évtizedek: 780-as évek – 790-es évek – 800-as évek – 810-es évek – 820-as évek – 830-as évek – 840-es évek – 850-es évek – 860-as évek – 870-es évek – 880-as évek
Évek: 833 – 834 – 835 – 836 –  837 – 838 – 839 – 840 – 841 – 842 – 843

## Események

### Európa
- Német Lajos bajor király utasítására Radbod pannóniai prefektus elűzi Ratimir alsó-pannóniai szláv fejedelmet. A Ratimirnél menedéket találó Pribina (volt nyitrai fejedelem) Salacho krajnai grófhoz menekül, aki kibékíti őt Radboddal.
- Decemberben 41 éves korában meghal Pippin, Jámbor Lajos frank császár második fia és Aquitánia királya. Lajos kedvenc legkisebb fiának, Károlynak (aki ekkor már Burgundia és Alemannia ura) adományozza az országát, de az aquitániai nemesség fellázad és Pippin fiát, II. Pippint kiáltják ki uralkodónak.
- Egbert wessexi király a Hingston Down-i csatában legyőzi az ellene támadó cornwalli britonokat és viking szövetségeseiket.

### Abbászida Kalifátus
- Al-Mutaszim kalifa parancsára kegyetlenül kivégzik Bábakot, a perzsiai felkelés vezetőjét (végtagjait levágják, majd nyers marhabőrbe kötve fellógatják, hogy a száradó bőr összezúzza).
- Al-Mutaszim megtorlásul az előző évi bizánci támadásért nagy (állítólag 80 ezres) sereget vezet Anatóliába. A fősereg Kappadókián át Ankürát célozza meg, míg egy kisebb kontingens az észak-anatóliai Armeniakosz themát támadja al-Afsín hadvezér parancsnoksága alatt. Teophilosz bizánci császár az utóbbival veszi fel a harcot, de az anzeni csatában súlyos vereséget szenved, maga is alig tudja kivágni magát az arab és török lovasság gyűrűjéből. Eközben al-Mutaszim kifosztja Ankürát, majd Amorionnál egyesül a másik sereggel és két hetes ostrom után elfoglalja majd elpusztítja a várost, melynek 70 ezer lakosának felét megölik, a többit eladják rabszolgának.
- Udzsajf ibn Anbasza hadvezér összeesküvést szervez a kalifa meggyilkolására és unokaöccse, al-Abbász ibn al-Mamún trónra juttatására. Tervük kiderül és a kalifa nagy tisztogatást végez a hadseregben, ahol ezután még erősebbé válik a türk rabszolgaharcosok (gulámok) szerepe.

### Ázsia
- Két minisztere meggyilkolja Ralpacsen tibeti királyt és a buddhizmusellenes öccsét, Langdarmát segítik a trónra.
- A koreai Sillában a királyi dinasztiából származó Kim Mjong főminiszter fellázad Higong király ellen, aki öngyilkos lesz és Kim Mine uralkodói néven elfoglalja a trónt.

## Születések
- Æthelswith, Burgred merciai király felesége

## Halálozások
- december 13. - I. Pippin, aquitániai király
- Bábak Horramdín, perzsa felkelő
- Ralpacsen, tibeti király
- I. Zijadat Alláh, aglabida emír

## Fordítás
- Ez a szócikk részben vagy egészben  a(z)   838 című angol Wikipédia-szócikk ezen változatának fordításán alapul.  Az eredeti cikk szerkesztőit annak laptörténete sorolja fel. Ez a jelzés csupán a megfogalmazás eredetét és a szerzői jogokat jelzi, nem szolgál a cikkben szereplő információk forrásmegjelöléseként.